# Đại Hán-Hòa từ điển
Đại Hán Hoà từ điển (大漢和辞典 Dai Kan-Wa jiten) là một từ điển chữ Hán trong tiếng Nhật do Morohashi Tetsuji biên soạn. Từ điển này chứa đựng 5 vạn chữ Hán và 53 vạn từ ghép viết bằng chữ Hán. Đại Hán-Hoà từ điển được đánh giá cao về tính toàn diện cũng như về quy mô, kích cỡ của nó. Shirane Haruo (2003:15) đánh giá về Đại Hán Hoà Từ điển rằng: "Đây là một từ điển chữ Hán hoàn hảo và là một trong những từ điển vĩ đại của thế giới."